# Silene conica
Silene conica es una especie de la familia  de las cariofiláceas.

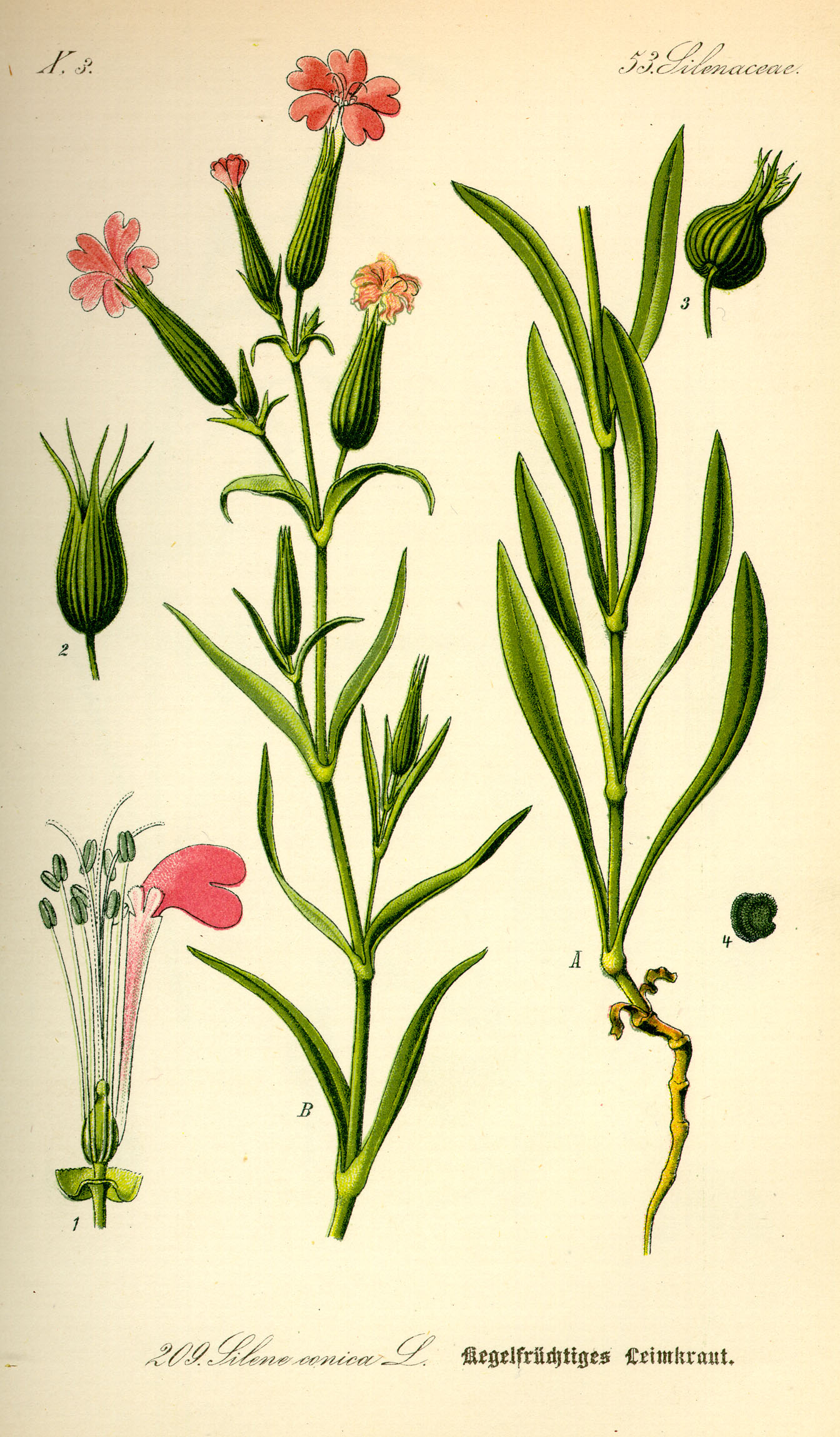
Ilustración

## Descripción
Silene conica es una planta fácilmente distinguible por sus flores rosas, con cáliz grande y globular que se desarrolla tras la floración. Anual de hasta 5 dm de altura, de tallo velloso-glandular, denso. Hojas lineal-lanceoladas agudas, pelosas. Flores de 4-6 mm de diámetro, de cabillo corto; cáliz al principio cilíndrico, densamente peloso-glandular, de largos dientes. Filamentos de los estambres pelosos. Florece en primavera y verano. 

## Hábitat
Habita en dunas, pastizales efímeros y tierras baldías.

## Distribución
En el centro y sur de Europa.

## Taxonomía
Silene conica fue descrita por Carlos Linneo y publicado en Species Plantarum 1: 418. 1753.
Etimología
El nombre del género está ciertamente vinculado al personaje de Sileno (en griego Σειληνός; en latín Sīlēnus), padre adoptivo y preceptor de Dionisos, siempre representado con vientre hinchado similar a los cálices de numerosas especies, por ejemplo Silene vulgaris o Silene conica. Aunque también se ha evocado (Teofrasto via Lobelius y luego  Linneo)  un posible origen a partir del Griego σίαλoν, ου, "saliva, moco, baba", aludiendo a la viscosidad de ciertas especies, o bien σίαλος, oν, "gordo", que sería lo mismo que la primera interpretación, o sea, inflado/hinchado.
conica; epíteto latino que significa "con forma de cono".
Sinonimia
- Conosilene conica Fourr.
- Cucubalus conicus Lam.
- Lychnis conica Scop.
- Pleconax striata Raf.

subsp. sartorii (Boiss. & Heldr.) Chater & Walters
- Conosilene conica var. sartorii (Boiss. & Heldr.) Á.Löve & Kjellq.
- Pleconax sartorii (Boiss. & Heldr.) Sourková
- Silene sartorii Boiss. & Heldr.

subsp. subconica (Friv.) Gavioli
- Conosilene conica var. subconica (Friv.) Á.Löve & Kjellq.
- Pleconax juvenalis (Delile) Ikonn.
- Pleconax tempskyana (Freyn & Sint.) Sourková
- Silene juvenalis Delile
- Silene subconica Friv.
- Silene tempskyana Freyn & Sint.[3]

## Nombre común
- Castellano: claveletes de barranco.[4]